# Henry Walter Barnett
Henry Walter Barnett (St Kilda (Melbourne), 25 gennaio 1862 – Nizza, 16 gennaio 1934) è stato un fotografo australiano.
Era soprattutto un fotografo di ritratti molto considerato che operò nel tardo XIX secolo ed all’inizio del XX. Fondò gli Studi Falk a Sydney, ottenendo un grande successo. Più tardi nella sua carriera si stabilì in Inghilterra, a Londra, con studi a Hyde Park Corner e Knightsbridge. Nel 1896, dopo l'incontro con il Direttore della fotografia Marius Sestier, Barnett iniziò ad operare anche nel cinema e con Sestier realizzò alcuni dei primi film girati in Australia.

## Biografia

### Gli inizi della carriera
Henry Walter Barnett era uno dei sette figli di Lewis Barnett, un mercante, e Alice Jacobs. Entrambi i genitori erano ebrei di origine inglese, emigrati in Australia. 
Henry lasciò la scuola all'età di 13 anni e iniziò la sua carriera fotografica come assistente di studio. In seguito aprì uno studio a Hobart, Tasmania, insieme con il suo socio in affari Harold Riise. Nel 1884 cedette la sua quota dello studio, dopo di che trascorse un periodo viaggiando e lavorando sia a Londra che negli Stati Uniti d'America.

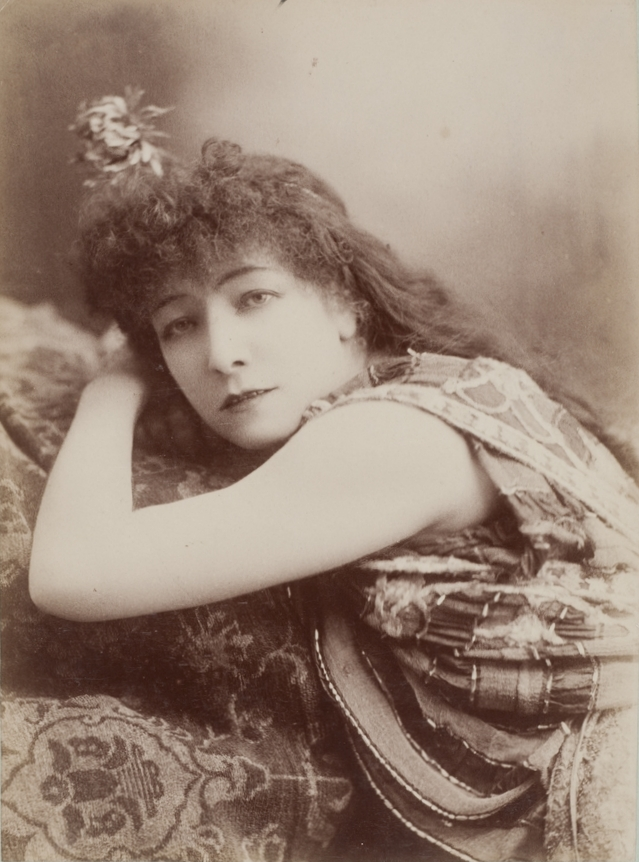
Sarah Bernhardt fotografata da H.Walter Barnett nel 1891

Nel 1885 Barnett fondò gli Studi Falk a Sydney, con i quali si affermò come uno dei principali fotografi ritrattisti in Australia. Nel 1889 Barnett sposò Hilda "Ella" Frances Clement Forbes. 
Nel 1895 aprì un secondo studio a Melbourne. Divenne conosciuto in particolare come fotografo di stelle dello spettacolo e di altre celebrità. Uno dei suoi modelli più noti fu Sarah Bernhardt, che posò per lui durante una visita in Australia nel 1891. Altri personaggi importanti di passaggio in Australia, fotografati da Barnett, furono Robert Louis Stevenson nel 1893 e Mark Twain nel 1896.

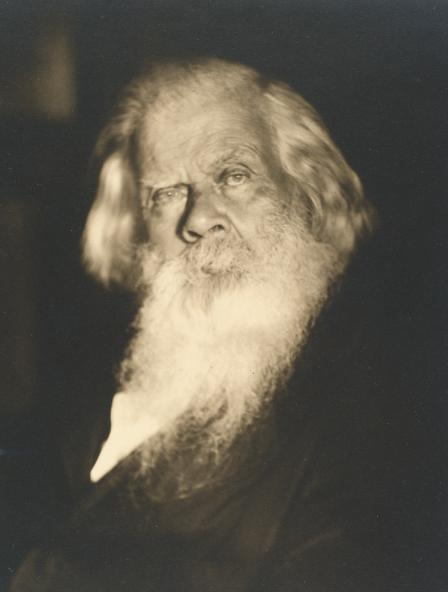
Henry Parker fotografato da H.Walter Barnett nel 1893

Una delle sue opere più note è una fotografia di Henry Parkes, in cui secondo Helen Ennis (2004), Parkes "interpreta il ruolo di un vecchio saggio la cui intensa espressione è evocativa di un veggente".

### L'attività cinematografica
Nel 1896 Barnett incontrò il francese Marius Sestier, direttore della fotografia e agente dei registi fratelli Auguste e Louis Lumière, per conto dei quali si occupava di dimostrare la loro invenzione all'estero. Barnett e Sestier iniziarono a realizzare film insieme, partendo da un cortometraggio sullo sbarco dei passeggeri dalla nave SS Brighton a Manly. Questo breve cortometraggio fu il primo film girato e proiettato in Australia. Barnertt e Sestier fecero almeno 19 film insieme, girati a Sydney e Melbourne, fra cui il più noto fu un film del 1896 sulla corsa di cavalli "Melbourne Cup". Barnett diresse il film, mentre Sestier operò come direttore della fotografia, e nel film si vede Barnett con la macchina fotografica incoraggiare gli spettatori a sventolare il cappello mentre i cavalli attraversano la linea del traguardo. Il film "Melbourne Cup" è stato premiato al Princess Theatre di Melbourne) il 19 novembre 1896. Fu segnalato dalla stampa australiana ed è stato citato come la prima produzione cinematografica australiana.

### Il trasferimento in Europa
Nel 1897 Barnett si trasferì a Londra e aprì uno studio fotografico a Hyde Park Corner, poi un secondo studio a Knightsbridge. Nel 1899 entrò nella società fotografica The Linked Ring. È stato anche uno dei membri fondatori della Associazione Fotografi Professionisti Inglesi (oggi British Institute of Professional Photography) nel 1901. Nel 1903 fu anche eletto nel consiglio della Royal Photographic Society.
Nel 1904 pubblicò una raccolta di fotografie dei suoi modelli più importanti, dal titolo "Un elenco di personaggi noti fotografati da H. Walter Barnett". Nel 1917 espose una raccolta di fotografie delle forze armate britanniche durante la prima guerra mondiale, dal titolo “All Warriors".
Barnett vendette i suoi studi a Londra nel 1920 e si trasferì a Dieppe, in Francia, dove coltivò un forte interesse per l'arte contemporanea francese. Morì a Nizza, il 16 gennaio 1934, all'età di 71 anni.